# Pierre Geneves
Pierre Genevès est un informaticien français. Il est chercheur au CNRS et lauréat de la médaille de bronze du CNRS en 2013.

## Biographie
Pierre Genevès développe en 2001 un logiciel de graphisme, qui sera notamment commercialisé sous le nom de AceDesign Pro par l'éditeur de logiciel canadien Visicom Media (en).
Il étudie la manipulation de données structurées à IBM Research à New York en 2003 et 2004, et effectue ses études supérieures à Grenoble où il soutient une thèse de doctorat de l'INPG en 2006. Sa thèse, qui concerne la logique mathématique pour le raisonnement sur les structures arborescentes, reçoit le prix de la meilleure thèse EADS en 2007, et celui de l'INPG en 2008.
Après un post-doctorat à l'École polytechnique fédérale de Lausanne, il rejoint le CNRS en 2007, où il contribue aux logiques computationnelles, qu'il utilise pour modéliser les langages de requêtes, et permettre le raisonnement automatisé sur les programmes manipulant des données structurées. Ses résultats permettent par exemple de décider efficacement l'inclusion et l'équivalence de requêtes sur les données comme les arbres et les graphes. Une des applications ouvre la voie à l'analyse statique des feuilles de style CSS pour les pages web. Plus généralement, ses recherches concernent les domaines des langages de programmation, des bases de données et de l'intelligence artificielle.

## Distinctions
- Prix EADS en 2007[5]
- Médaille de bronze du CNRS en 2013[6].